# Від вічності дотепер
Від вічності дотепер: Пошук остаточної теорії часу (англ. From Eternity to Here: The Quest for the Ultimate Theory of Time) — науково-популярна книга американського фізика-теоретика Шона Керролла, опублікована 7 січня 2010 року видавництвом Dutton.

## Контекст
У книзі Керролл досліджує природу стріли часу, яка прямує з минулого в майбутнє, і припускає, що вона завдячує своїм існуванням умовам до Великого вибуху. Однак міркування про те, що було до Великого вибуху, традиційно відкидають як безглузді, оскільки простір і час вважають створеними саме під час Великого вибуху. Керролл стверджує, що «розуміння стріли часу є питанням розуміння походження Всесвіту», і в своїх поясненнях спирається на другий закон термодинаміки, який стверджує, що всі системи у Всесвіті з часом стають все більш невпорядкованими (збільшення ентропії). Запропоноване ним пояснення стріли часу ґрунтується на ідеях Людвіга Больцмана, австрійського фізика XIX століття.

## Структура книги
Книга складається з чотирьох частин і 15 розділів і має додаток з поясненням відповідної математики. Перша частина називається «Час, досвід і Всесвіт», друга — «Час у Всесвіті Ейнштейна», третя — «Ентропія і стріла часу», четверта — «Від кухні до мультивсесвіту».

## Відгуки
Манджіт Кумар у своїй рецензії для Daily Telegraph назвав книгу «приємним читанням», яке «не для слабкодухих». Донна Боумен написала про книгу в The AV Club: «Її привабливість полягає в дарі Керролла вести читачів через хід думок, який поєднує чорні діри, світлові конуси, горизонти подій, демона Лапласа (або Максвелла), темну енергію та ентропію з питанням часу… Як і всі великі вчителі, він робить свій предмет непереборно привабливим, а його учні почуваються розумнішими». Рецензент Kirkus Reviews додав, що ця книга «не для тих, хто не схильний до науки, але цілеспрямовані читачі отримають задоволення від глибокого розуміння складної теми».
Андреас Альбрехт у Physics Today дав книжці загалом позитивну рецензію, але зазначив, що спроби Керролла представити матеріал одночасно як для неспеціалістів, так і для досвідчених читачів можуть часом залишити обох незадоволеними. У своїй рецензії для New Scientist філософ Крейг Каллендер писав, що «Керролла, здається, самого трохи бентежать акти віри, про які він просить свого читача», пояснюючи свою гіпотезу про походження стріли часу. Ерік Вінсберг завершує свою оцінку книги Керролла словами, що її концептуальні витрати «здаються високими, а вигод мало».